# Gonystylus
Gonystylus är ett släkte av tibastväxter. Gonystylus ingår i familjen tibastväxter.

## Bildgalleri

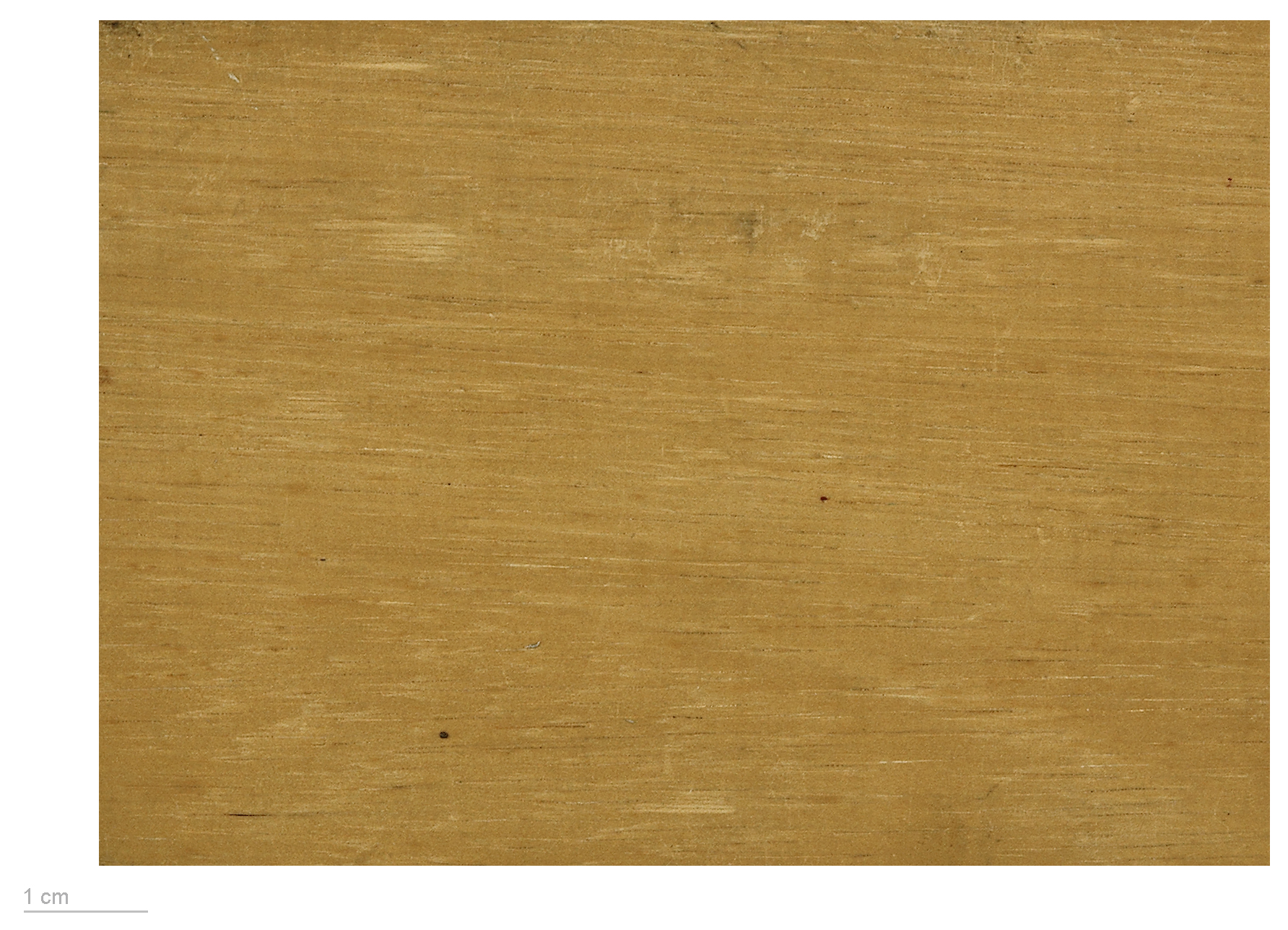

## Dottertaxa tillGonystylus, i alfabetisk ordning[1]
- Gonystylus acuminatus
- Gonystylus affinis
- Gonystylus areolatus
- Gonystylus augescens
- Gonystylus bancanus
- Gonystylus borneensis
- Gonystylus brunnescens
- Gonystylus calophylloides
- Gonystylus calophyllus
- Gonystylus confusus
- Gonystylus consanguineus
- Gonystylus costalis
- Gonystylus decipiens
- Gonystylus eximius
- Gonystylus forbesii
- Gonystylus glaucescens
- Gonystylus keithii
- Gonystylus lucidulus
- Gonystylus macrocarpus
- Gonystylus macrophyllus
- Gonystylus maingayi
- Gonystylus micranthus
- Gonystylus nervosus
- Gonystylus nobilis
- Gonystylus othmarii
- Gonystylus pendulus
- Gonystylus pluricornis
- Gonystylus punctatus
- Gonystylus reticulatus
- Gonystylus spectabilis
- Gonystylus stenosepalus
- Gonystylus velutinus
- Gonystylus xylocarpus